# Proborhinus cornutus
Proborhinus cornutus är en skalbaggsart som beskrevs av Blackburn 1910. Proborhinus cornutus ingår i släktet Proborhinus och familjen Melolonthidae. Inga underarter finns listade i Catalogue of Life.